# Alampur, Telangana
Ālampur är en ort i Indien.   Den ligger i distriktet Mahbūbnagar och delstaten Telangana, i den södra delen av landet, 1 400 km söder om huvudstaden New Delhi. Ālampur ligger 274 meter över havet och antalet invånare är 14 060.
Terrängen runt Ālampur är platt. Runt Ālampur är det tätbefolkat, med 343 invånare per kvadratkilometer. Närmaste större samhälle är Kurnool, 12,1 km sydväst om Ālampur. Trakten runt Ālampur består till största delen av jordbruksmark.